# Cydosia rimata
Cydosia rimata är en fjärilsart som beskrevs av Max Wilhelm Karl Draudt 1927. Cydosia rimata ingår i släktet Cydosia och familjen nattflyn. Inga underarter finns listade i Catalogue of Life.